# Маслеников, Семён Иванович
Семён Иванович Маслеников (Масленников) (23 февраля 1846  — 1922) — инженер, керамист, владелец майоликового завода в деревне Чернятка Тверской губернии в 1879—1886 гг. В 1890-х гг. работал на Тверской фабрике Т-ва М. С. Кузнецова. В период 1896—1904 гг. — первый директор Миргородской художественно-промышленной школы им. Н. В. Гоголя.

## Биография
С. И. Маслеников родился 23 февраля 1846 года, окончил в 1866 г. Константиновский межевой институт. 20 октября 1881 г. с докладом на заседании Санкт-Петербургского Общества архитекторов Маслеников рассказал о разработке собственной технологии производства майолики и о заказах на изготовление архитектурной керамики. Во время Всероссийской промышленно-художественной выставки 1882 г. в Москве С. И. Маслеников продемонстрировал не только свои лучшие декоративно-прикладные изделия. Его работы участвовали сразу в нескольких проектах. В разделе архитектуры на выставке были представлены сооружения с керамическими работами завода Масленикова: церковь («модель изразчатая») в с. Карай Салтыково Кирсановского уезда (Тамбовской губ.) и часовня для иконы Боголюбской Божьей матери в Варварской башне в Москве с «главкой из изразцов с майоликовой поливой». Красота и качество майоликовой отделки Императорского павильона на территории Ходынского поля также восхитили современников. Здание предназначалось для «отдохновения высочайших особ». Одним из архитекторов проекта выступил А. С. Каминский. Завод С. И. Масленикова удостоен золотой медали выставки.
В 1890-х гг. С. И. Маслеников работал на Тверской фабрике Т-ва М. С. Кузнецова. В период 1896—1904 гг. он являлся первым директором Миргородской художественно-промышленной школы им. Н. В. Гоголя.
Умер в 1922 году на 76 году жизни.

## Семья
Отец пятерых детей, среди которых архитектор Виталий Семёнович Масленников и авиатор Борис Семёнович Масленников.